# Перехватка (посёлок)
Перехва́тка — посёлок в Краснобаковском районе Нижегородской области. Входит в состав Чащихинского сельсовета.

## География
Посёлок находится в северо-восточной части Нижегородской области, к западу от реки Ветлуга, у железнодорожной линии Нижний Новгород 
— Котельнич, на расстоянии приблизительно 6 км (по прямой) к юго-западу от рабочего посёлка Красные Баки, административного центра района.

### Часовой пояс
Посёлок Перехватка, как и вся Нижегородская область, находится в часовой зоне МСК (московское время). Смещение применяемого времени относительно UTC составляет +3:00.

## История
Посёлок основан как остановочный пункт Горьковской железной дороги, назван по близлежащей деревне.

## Население
| 2002 | 2010 |
| ---- | ---- |
| 47   | ↘43  |

### Национальный состав
Согласно результатам переписи 2002 года, в национальной структуре населения русские составляли 98 % из 47 чел.